# Meridià 159 a l'est
El meridià 159 a l'est de Greenwich és una línia de longitud que s'estén des del pol Nord travessant l'oceà Àrtic, Àsia, Oceania l'oceà Índic, l'oceà Antàrtic, Australàsia i l'Antàrtida fins al pol Sud.
El meridià 159 a l'est forma un cercle màxim amb el meridià 21 a l'oest. Com tots els altres meridians, la seva longitud correspon a una semicircumferència terrestre, uns 20.003,932 km. Al nivell de l'Equador, és a una distància del meridià de Greenwich de 17.700 km.

## De Pol a Pol
Començant en el pol Nord i dirigint-se cap al pol Sud, aquest meridià travessa:
| Coordenades                               | País, territori o mar   | Notes |
| ----------------------------------------- | ----------------------- | --- |
| 90° 0′ N, 159° 0′ E / 90.000°N,159.000°E  | Oceà Àrtic              | |
| 76° 35′ N, 159° 0′ E / 76.583°N,159.000°E | Mar de Sibèria Oriental | |
| 70° 52′ N, 159° 0′ E / 70.867°N,159.000°E | Rússia                  | Sakhà Districte autònom de Txukotka — des de 68° 8′ N, 159° 0′ E / 68.133°N,159.000°E Óblast de Magadan — des de 66° 14′ N, 159° 0′ E / 66.233°N,159.000°E Districte autònom de Txukotka — des de 65° 56′ N, 159° 0′ E / 65.933°N,159.000°E Óblast de Magadan — des de 65° 43′ N, 159° 0′ E / 65.717°N,159.000°E |
| 61° 54′ N, 159° 0′ E / 61.900°N,159.000°E | Mar d'Okhotsk           | Golf de Xélikhov |
| 58° 24′ N, 159° 0′ E / 58.400°N,159.000°E | Rússia                  | Krai de Kamtxatka — Península de Kamtxatka |
| 53° 4′ N, 159° 0′ E / 53.067°N,159.000°E  | Oceà Pacífic            | |
| 8° 30′ S, 159° 0′ E / 8.500°S,159.000°E   | Illes Salomó            | Illa de Santa Isabel |
| 7° 27′ S, 159° 0′ E / 7.450°S,159.000°E   | Estret de Nova Geòrgia  | Passa a l'oest de les illes Russell, Illes Salomó (a 9° 4′ S, 159° 2′ E / 9.067°S,159.033°E) |
| 9° 4′ S, 159° 0′ E / 9.067°S,159.000°E    | Mar de Salomó           | |
| 11° 50′ S, 159° 0′ E / 11.833°S,159.000°E | Mar del Corall          | Passa a l'oest de les Illes Chesterfield, Nova Caledònia (a 19° 12′ S, 158° 58′ E / 19.200°S,158.967°E) |
| 29° 55′ N, 159° 0′ E / 29.917°N,159.000°E | Oceà Pacífic            | Passa a l'oest de l'illa de Lord Howe, Austràlia (a 31° 31′ S, 159° 2′ E / 31.517°S,159.033°E) · Passa a l'est de l'Illa Macquarie, Austràlia (a 54° 30′ S, 158° 58′ E / 54.500°S,158.967°E) |
| 60° 0′ S, 159° 0′ E / 60.000°S,159.000°E  | Oceà Antàrtic           | |
| 69° 14′ S, 159° 0′ E / 69.233°S,159.000°E | Antàrtida               | Territori Antàrtic Australià, reclamat per Austràlia |